# Fra Mauro (månekrater)
Fra Mauro er et nedslagskrater på Månen. Det befinder sig på Månens forside og er en nedslidt rest af et bassin, der er opkaldt efter den italienske geograf Fra Mauro (? – 1459).
Navnet blev officielt tildelt af den Internationale Astronomiske Union (IAU) i 1935. 

## Omgivelser
Fra Maurokrateret er en del af den omgivende Fra Mauro-formation, som ligger nordøst for Mare Cognitum og sydøst for Mare Insularum. De to sammensluttede kratere Bonpland og Parry er forbundet med dets sydlige rand og trænger ind i krateret, så det har indadgående buler i kratervæggen.

## Karakteristika
Den tilbageværende rand af Fra Mauro er stærkt nedslidt og har indskæringer fra tidligere nedslag og åbninger i både den nordlige og østlige kratervæg. Randen er mest fremtrædende mod sydøst, hvor den deler en kratervæg med Parry. Dens øvrige sider er ikke meget mere end lave, uregelmæssige højderygge. Maksimumshøjden af den ydre rand er 700 m.
Kraterbunden er blevet dækket af et lag basaltisk lava. Denne overflade er stærkt opdelt af kløfter, som går fra den nordlige til den sydlige rand. Der er ingen central top, men det lille satellitkrater "Fra Mauro E" ligger næsten i kratermidten.
Landingsstedet for Apollo 14-missionen ligger lige nord for bassinet. Dens besætning indsamlede prøver af klippestykker, som var aflejret her af det bassindannende Imbrium-nedslag, som delvis dækker Fra Mauro. Dette ujævne tæppe af aflejret materiale omtales som "Fra Mauro-formationen".

## Satellitkratere
De kratere, som kaldes satellitter, er små kratere beliggende i eller nær hovedkrateret. Deres dannelse er sædvanligvis sket uafhængigt af dette, men de får samme navn som hovedkrateret med tilføjelse af et stort bogstav. På kort over Månen er det en konvention at identificere dem ved at placere dette bogstav på den side af satellitkraterets midte, som ligger nærmest hovedkrateret. Fra Maurokrateret har følgende satellitkratere:
| Fra Mauro | Længde | Bredde  | Diameter |
| --------- | ------ | ------- | -------- |
| A         | 5,4° S | 20,9° V | 9 km     |
| B         | 4,0° S | 21,7° V | 7 km     |
| C         | 5,4° S | 21,6° V | 7 km     |
| D         | 4,8° S | 17,6° V | 5 km     |
| E         | 6,0° S | 16,8° V | 4 km     |
| F         | 6,7° S | 16,9° V | 3 km     |
| G         | 2,2° S | 16,3° V | 6 km     |
| H         | 4,1° S | 15,5° V | 6 km     |
| J         | 2,6° S | 18,6° V | 3 km     |
| K         | 2,5° S | 16,7° V | 6 km     |
| N         | 5,3° S | 17,4° V | 3 km     |
| P         | 5,4° S | 16,5° V | 3 km     |
| R         | 2,2° S | 15,6° V | 3 km     |
| T         | 2,1° S | 19,3° V | 3 km     |
| W         | 1,3° S | 16,8° V | 4 km     |
| X         | 4,5° S | 17,3° V | 20 km    |
| Y         | 4,1° S | 16,7° V | 4 km     |
| Z         | 3,8° S | 14,6° V | 5 km     |

## Måneatlas
- Mauro%7C0 Billeder af Fra Maurokrateret i LPI-måneatlasset